# Zyginopsis chaudhrii
Zyginopsis chaudhrii är en insektsart som först beskrevs av Samad och M. Firoz Ahmed 1979.  Zyginopsis chaudhrii ingår i släktet Zyginopsis och familjen dvärgstritar.
Artens utbredningsområde är Pakistan. Inga underarter finns listade i Catalogue of Life.